# Heinrich Schurtz

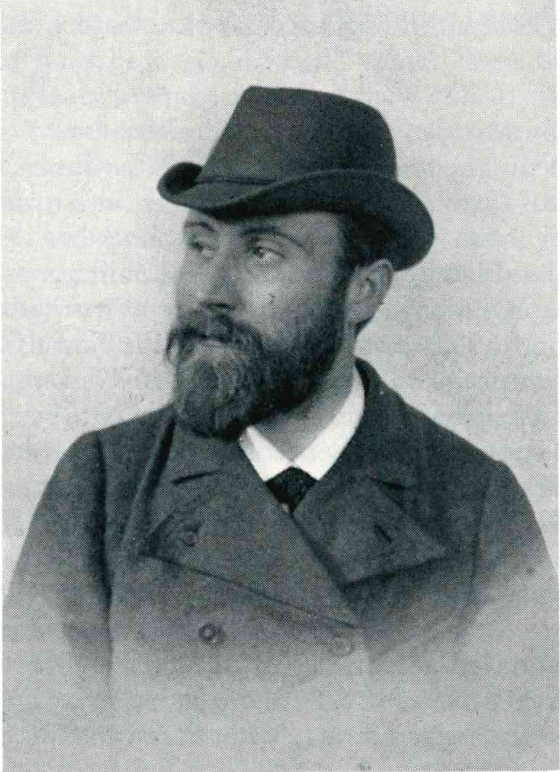
Heinrich Schurtz

Heinrich Schurtz (* 11. Dezember 1863 in Zwickau; † 2. Mai 1903 in Bremen) war ein deutscher Ethnologe und Historiker. Bis heute zitiert wird sein Werk Altersklassen und Männerbünde von 1902, in dem er erstmals die zentrale Bedeutung von Bünden für die Sozialordnung außereuropäischer Völker herausstellt.
Als kulturgeschichtlich ausgerichteter Ethnologe befasste sich Schurtz zudem intensiv mit Geld, Tausch und den kulturellen Grundlagen der Wirtschaft. Seine Abhandlung Grundriss einer Entstehungsgeschichte des Geldes von 1898 gilt als Grundlagentext der Wirtschaftsethnologie und beeinflusste unter anderem Georg Simmel, Max Weber, Marcel Mauss und Karl Polanyi.

## Leben und Werke

### Karriere
Schurtz wuchs in einem von spiritistischen Strömungen geprägten Elternhaus auf. 1885 nahm er – nach vorzeitiger Entlassung aus dem Infanterieregiment aus Gesundheitsgründen – ein Studium der Chemie und Mineralogie an der Universität Leipzig auf. Seine bei Friedrich Ratzel betreute Dissertation (1889) befasste sich mit der Verbreitung und kulturellen Bedeutung des afrikanischen Wurfmessers, das er überwiegend als Status- und Zierwaffe deutete. Die Habilitationsschrift Grundzüge einer Philosophie der Tracht (1891) entwickelte eine Theorie des Ursprungs der Scham und untersuchte Zusammenhänge zwischen Kleidung, Ornament, sozialem Rang und Geschlecht. Schurtz zeigte darin, wie Tracht sowohl an Lebensphasen als auch an Religionen gebunden ist und zeichnete den internationalen Textilhandel – mit Schwerpunkt Afrika – nach.
1893 wurde er „ethnographischer Assistent“ am Museum für Natur-, Völker- und Handelskunde in Bremen.
Heinrich Schurtz starb 1903 im Alter von 39 Jahren an einer Blinddarmentzündung. Während seiner Leipziger Jahre verband ihn eine enge Freundschaft mit dem Experimentalpsychologen Wilhelm Wundt, der Schurtz 1903 als „den besten Ethnologen, den wir hatten“ würdigte.

### Grundriss einer Entstehungsgeschichte des Geldes(1898)
In dieser Schrift vertrat Schurtz die These, Geld sei keine einheitliche Erfindung, sondern eine »illusorische Einheit« mit zwei Ursprüngen: »Binnengeld«, das innerhalb einer Gemeinschaft entsteht, um soziale Aufgaben zu erfüllen, und »Außengeld«, das im Austausch zwischen Gemeinschaften hervorgeht. Er kritisierte dabei evolutionistische und strikt utilitaristische Modelle und machte ästhetische und psychologische Impulse (»Sammeltrieb«) für die Entstehung des Geldes verantwortlich. Seine Überlegungen gelten als frühe Grundlage der heutigen Wirtschafts- und Geldanthropologie.

### Altersklassen und Männerbünde(1902)
Schurtz gliedert das 458-seitige Werk in vier große Abschnitte. Teil I entwickelt die Grundunterscheidung zwischen Geschlechtsverbänden (Verwandtschaft, Familie, Sippe) und Geselligkeitsverbänden (Wahlgruppen, Männerbünde, Altersklassen) und leitet daraus seine zentrale These ab, dass Kulturfortschritt nicht aus der Familie heraus, sondern „gegen sie“ entstanden sei (S. 1–90). Teil II präsentiert ein weltweites Vergleichsmaterial zu Altersklassensystemen, das von afrikanischen Kriegerkorps bis zu australischen Initiationsgruppen reicht (S. 91–201). Teil III untersucht die institutionelle Gestalt dieser Verbände im »Männerhaus« als politischem, religiösem und pädagogischem Zentrum der Männer (S. 202–307). Teil IV verfolgt die Weiterentwicklung solcher Zusammenschlüsse in Geheimbünde, Bruderschaften und moderne Vereine (S. 308–458). Über alle Kapitel hinweg betont Schurtz den »reinen Gesellungstrieb« des Mannes, die ritualisierte Abgrenzung der Geschlechter und die Abfolge von Initiationsgraden als Motor sozialer Differenzierung.
Als Reaktion auf die These des Schweizer Historikers Johann Jakob Bachofen von einem matriarchalischen Ursprung der Menschheit führte Schurtz mit diesem Werk den Begriff des Männerbundes in die Völkerkunde ein. Er stellte Bachofens Geschlechter-Dichotomie eine Dichotomie von Männerbund und Familie gegenüber, die den Prozess der Kulturschaffung in Gang gesetzt habe. Dabei griff er – vom ethnologischen Objekt des Männerhauses bei sogenannten „primitiven Völkern“ ausgehend – den »reinen Gesellungstrieb« des Mannes auf, während das »unbeweglich-familienzentrierte Weib« als kulturell passiver galt.
Émile Durkheim würdigte das Buch 1902 als „Versuch, die elementaren Formen der sozialen Organisation überhaupt zu bestimmen“. Robert H. Lowie bezeichnete das Buch als einen der »größten Dienste Schurtz’, nämlich die Erklärung des frühen Ursprungs politischer Gesellschaft ohne bewusstes Rechtsetzungshandeln«. Die Vorstellung der Männerbünde beeinflusste später sowohl die SS des Nationalsozialismus als auch – in völlig anderem Sinne – die queere Geschlechterforschung.

### Beitrag zur deutschen Anthropologie
Mit seinen Lehrbüchern Katechismus der Völkerkunde (1893), Völkerkunde (1903) und besonders seinem weit gelesenen und viel rezensierten Werk Urgeschichte der Kultur (1900) leistete Schurtz einen erheblichen Beitrag zur institutionellen Etablierung der akademischen Anthropologie im deutschsprachigen Raum. Bereits 1901 urteilte Northcote W. Thomas im ersten Jahrgang der Zeitschrift Man, Schurtz habe ein Werk vorgelegt, »das seinem Ruf würdig ist«, und empfahl es »uneingeschränkt«.

## Schriften
- Grundzüge einer Philosophie der Tracht: (mit besonderer Berücksichtigung der Negertrachten). Cotta, Stuttgart 1893.
- Katechismus der Völkerkunde. J. J. Weber, Leipzig 1893. (Online, Internet Archive)
- Grundriß einer Entstehungsgeschichte des Geldes. Felber, Weimar 1898.
  - englische Übersetzung: An Outline of the Origins of Money. Translated and annotated, with an introduction by Enrique Martino and Mario Schmidt, Haubooks 2024 (Open Access als PDF).
- Das afrikanische Gewerbe. Teubner, Leipzig 1900. (Online, Haithi Trust)
- Urgeschichte der Kultur. Bibliographisches Institut, Leipzig/Wien 1900. (Online, Internet Archive)
- Altersklassen und Männerbünde: Eine Darstellung der Grundformen der Gesellschaft. Reimer, Berlin 1902. (Online, Internet Archive)
- Völkerkunde. Deuticke, Leipzig 1903.

Beiträge
- Das Wurfmesser der Neger: Ein Beitrag zur Ethnographie Afrikas. In: Internationales Archiv für Ethnographie. Trap, Leiden u. a., Band 2, 1889, S. 9–31 (Online; auch PDF, 21,6 MB).